# Papa Telesforo
Telesforo (Terranova da Sibari, 64 – Roma, 2 gennaio 137/138) è stato l'8º vescovo di Roma e papa della Chiesa cattolica tra il 127/128 e il 137/138. È venerato come santo dalla Chiesa cattolica e dalla Chiesa ortodossa.

## Biografia
Sarebbe nato a Terranuova di Calabria attuale Terranova da Sibari, oggi nel territorio della arcidiocesi di Rossano-Cariati, ma all'epoca era nell'agro Thurino,  e, prima di giungere a Roma, avrebbe vissuto da anacoreta, per un lungo periodo in Palestina e in Egitto. Forse fu tra gli eremiti del Monte Carmelo, per questo motivo i carmelitani lo annoverano tra i loro santi.
Il suo pontificato iniziò durante il regno di Adriano, e terminò durante il regno di Antonino Pio.
Poiché la capitale dell'impero era un luogo che permetteva un'ampia diffusione di idee, durante il suo pontificato si trasferirono a Roma molti eretici.
In questo periodo la principale dottrina eretica fu la gnosi che Telesforo combatté vigorosamente poiché riteneva che potesse indirizzare la religione verso un misticismo lontano dalla realtà in quanto per gli gnostici Dio era completamente separato dall'uomo.
Il principale esponente di questa dottrina fu il filosofo Valentino che proprio in questo periodo si trasferì dall'Egitto a Roma riuscendo ad avere anche un gran numero di seguaci nella capitale dell'impero per più di vent'anni.
In base a quanto riportato dal Liber pontificalis, si devono a Telesforo l'istituzione della "messa di mezzanotte", della "liturgia dell'aurora" e della "liturgia della terza ora" a Natale, della celebrazione della Pasqua di domenica, del digiuno durante la Quaresima, e del canto del Gloria in excelsis Deo, secondo alcuni composto proprio da Telesforo.
Ireneo di Lione, nella sua opera Adversus Haereses, affermava che Telesforo subì un "glorioso martirio". Tale affermazione fu ripresa, in seguito, da Eusebio di Cesarea nella sua Historia ecclesiastica.
Fu sepolto nella Necropoli vaticana, accanto ai suoi predecessori.

## Culto
La Chiesa cattolica celebra la sua memoria liturgica il 2 gennaio o il 5 gennaio nella messa tridentina; le Chiese ortodosse, invece, lo ricordano il 22 febbraio.
Dal Martirologio Romano (ed. 2005):